# AKB48
AKB48(일본어: エーケービー・フォーティーエイト 에케비 훠티에이토[*], 한국어: 에이케이비 포티에이트/에이케이비 포티에잇)은 아키모토 야스시의 프로듀스에 의해 2005년에 결성된 일본의 여성 아이돌 그룹이다. 참여를 하고 있는 스폰서:덴츠, 쿄라쿠 재팬, 돈키호테/근거지:일본 도쿄도 아키하바라/일본의 자매그룹:나고야, 오사카, 규슈, 니가타, 세토우치/일본의 해외 자매그룹:인도네시아 자카르타, 태국 방콕, 중화민국 타이베이시, 필리핀 마닐라, 중화인민공화국 상하이시, 베트남 호찌민시, 태국 치앙마이, 인도 뉴델리, 뭄바이/총감독:무카이치 미온/용어:AKB48 그룹, 48 그룹/AKB48 스테프사에키 미카
AKB48은 ‘만나러 갈 수 있는 아이돌’을 콘셉트로 하여 아키하바라의 AKB48 극장을 그들의 전용 극장으로 삼아 거의 매일 공연을 하고 있다. 이로써 대중 매체를 통해서만 접할 수 있던 머나먼 존재였던 아이돌을 가까이에서 느끼도록 하며 팬들에게 그 성장 과정을 여과없이 공개하고, 그들과 함께 성장하고 있다.
2011년 및 2012년 연말에 발표된 오리콘 연간 싱글 랭킹에서는 그 해에 발표한 다섯 장의 싱글이 모두 1위부터 5위를 차지했으며, 이에 따라 제53회 및 제54회 일본 레코드 대상에서 "플라잉 겟"과 "한여름의 Sounds good !"으로 2년 연속 대상을 수상하였고, 그 이듬해 초에 열리는 제26회 및 제27회 일본 골드 디스크 대상에서도 2년 연속으로 국내 음악 부문 아티스트 오브 더 이어를 수상하였다. 2013년 5월 22일에 발표된 31번째 싱글 "안녕 크롤"은 2013년 연간차트 기준으로 195만 5천장의 판매량을 기록하고 있는데, 이는 "한여름의 Sounds good !"이 기록한 182만 2천장을 뛰어넘는 자체 싱글 판매량 최고 기록이며, 1997년 10월에 발매된 SPEED의 싱글 "White Love"가 기록하고 있었던 184만 5천장까지 뛰어넘으며 역대 여성 아티스트 단일 싱글 판매량 최고기록을 15년만에 경신하게 되었다. 한편, 이에 앞선 5월 22일에는 전체 싱글 총 판매량으로 2185만 2천장을 기록하였는데, 이는 이때까지 하마사키 아유미가 가지고 있던 2141만 6천장을 뛰어넘는, 싱글 총 판매량 부문에서의 여성 아티스트 역대 최다 기록이다.

## 명칭
그룹명 AKB의 어원은, 홈그라운드가 위치한 지역 이름 아키하바라(AKIHABARA)에서 유래하였다. 본격적으로 모집을 할 당시에는 아키하바라48 프로젝트라 불렸고, NTT 도코모의 협찬을 받은 멤버 모집 CM이나 인디즈 데뷔 당시의 각종 미디어에서는 Akihabara48라 불리었던 적이 있었다. 한편, 48은 결성 초창기 소속 사무소였던 office48의 사장 시바 고타로의 성씨인 〈시바〉에서 유래한 것이며, 멤버가 48명임을 의미하지 않는다. AKB48 극장 지배인 도가사키 도모노부에 의하면, office48의 시바 고타로 사장은 자신이 좋아하는 숫자가 48이므로 만약 50명 정도의 그룹을 만들 거라면 되도록 멤버 수를 48명에 맞추고 싶어했다고 한다. 그룹 이름에 맞춰 초창기에는 1군으로 24명을, 2군으로 24명을 두어 모두 48명으로 멤버를 구성하려는 구상도 존재하였다.

## AKB48 그룹의 운영 방식

### 멤버 선발 이벤트
AKB48 그룹의 종주 그룹 격인 AKB48는 그 정규 멤버 수가 60여명 정도이며, SKE48, NMB48, HKT48, NGT48, STU48와 같은 AKB48 그룹의 다른 계열 그룹까지 모두 합하면 멤버 수는 200명 가량이 된다. 그 중, AKB48의 싱글에 참가하는 것은 20명 남짓의 정예 멤버들이다. 보통은 아키모토 야스시 프로듀서가 전권을 가지고 선발 멤버를 결정하지만, 1년에 두 번은 팬들에 의해서, 그리고 멤버들 자신에 의해서 선발 멤버가 결정되고 있다. 전자는 선발 총선거이고, 후자는 선발 가위바위보 대회이다. 비록 AKB48만의 싱글이지만, 이러한 이벤트에는 SKE48, NMB48, HKT48, NGT48, STU48와 같은 (최소한 일본 국내의) AKB48 그룹의 다른 자매 그룹도 참가하고 있다.
선발 총선거는 매년 하나의 싱글에 참가하는 멤버를 팬들의 투표로 선발하는 제도이다. 거의 프로듀서의 의향만이 반영되는 선발 제도에 불만이 속출하자 도입된, 팬에 의한 인기 투표이며 팬에 의해 선발 멤버가 선출되는 연중 유일한 기회이다.선거권은 총선거 직전에 발매된 싱글 CD를 구입한 사람과 공식 팬클럽 회원, 아이폰·안드로이드 공식 애플리케이션의 유료 회원에게 부여된다. 피선거권은 AKB48 그룹의 모든 구성원, 즉 AKB48 및 모든 자매 그룹의 정규 멤버와 연구생들에게 부여된다. 선거 운동 기간에는 참가 멤버 전원의 선거 포스터가 제작되어 지정된 장소에 부착되고, 정견 방송 또한 유튜브의 선거 운동용 기간 한정 채널 등에서 정확히 공평하게 공개된다.
지금까지 시행된 선발 총선거는 이하와 같다.
- 2009년 : AKB48 13th 싱글 선발 총선거 〈하느님께 걸고 진짜입니다〉 (AKB48 13thシングル選抜総選挙「神様に誓ってガチです」)
- 2010년 : AKB48 17th 싱글 선발 총선거 〈어머니를 걸고, 진짜입니다〉 (AKB48 17thシングル選抜総選挙「母さんに誓って、ガチです」)
- 2011년 : AKB48 22nd 싱글 선발 총선거 〈올해에도 진짜입니다〉 (AKB48 22ndシングル選抜総選挙「今年もガチです」)
- 2012년 : AKB48 27th 싱글 선발 총선거 〈팬이 정하는 64의석〉 (AKB48 27thシングル選抜総選挙~ファンが決める64議席~)
- 2013년 : AKB48 32nd 싱글 선발 총선거 〈꿈은 혼자서는 꾸지 못해〉 (AKB48 32ndシングル選抜総選挙~夢は1人じゃ見られない~)
- 2014년 : AKB48 37th 싱글 선발 총선거 〈꿈의 현재 지역 경쟁자는 어딨어?〉 (AKB48 37thシングル選抜総選挙~夢の現在地〜ライバルはどこだ?~)
- 2015년 : AKB48 41st 싱글 선발 총선거 〈순위 예상 불가능, 거친 하룻밤〉 (AKB48 41stシングル選抜総選挙~順位予想不可能、大荒れの一夜~)
- 2016년 : AKB48 45th 싱글 선발 총선거 〈우리는 누구를 따라 가면 좋을까?〉 (AKB48 45thシングル選抜総選挙~僕たちは誰について行けばいい?~)
- 2017년 : AKB48 49th 싱글 선발 총선거 〈우선은 싸우자! 이야기는 그것 때문이다〉 (AKB48 49thシングル選抜総選挙~まずは戦おう!話はそれからだ~)
- 2018년 : AKB48 53rd 싱글 세계 선발 총선거 〈세계의 센터는 누구?〉 (AKB48 53rdシングル世界選抜総選挙~世界のセンターは誰だ?~)

선발 가위바위보 대회는 선발 총선거와 더불어, 팬들의 목소리에 의해 창설된 선발 멤버 선출 이벤트이다. 지명도나 실적은 전혀 고려되지 않고, 오직 가위바위보 토너먼트 대회의 결과만으로 선발 멤버가 결정되기 때문에, 모든 멤버들에게 찬스가 공평하게 주어진다는 점이 가장 큰 특징이다. 선발 가위바위보 대회는 단판제 승부의 토너먼트 방식으로 진행된다. 대회장의 스테이지에는 전용 테이블이 있고, 그 뒤에 한 명의 심판이 서 있다. 그리고 부정 행위를 방지하기 위해, 네 명의 부심이 주위에 앉아 있다. 이후 두 명의 대전자의 이름이 이종격투기 K-1에서처럼 차례로 호명된다. 그와 함께 심판 앞에 마주서면, 간단히 악수를 한 후에 서로가 승부수로 사용할 손의 주먹을 테이블 위에 맞대고 있으며, 그 후 심판과 관객이 일제히 〈가위 바위 보!〉(じゃんけんぽん! 잔켄폰![*])라는 구호를 외침과 동시에 승부수를 낸다. 만약 비겼을 경우에는, 〈보〉(あいこでしょ 아이코데쇼[*])라고 하면서 승부가 갈릴 때까지 연이어 승부수를 내는 일반적인 가위바위보와는 달리, 한 템포 쉬고 난 후 다시 테이블 위에 주먹을 맞대고 심판과 관객의 구호를 기다려야 한다.
지금까지 실시된 선발 가위바위보 대회는 이하와 같다.
- 2010년 : AKB48 19th 싱글 선발 가위바위보 대회(AKB48 19thシングル選抜じゃんけん大会)
- 2011년 : AKB48 24th 싱글 선발 가위바위보 대회(AKB48 24thシングル選抜じゃんけん大会)
- 2012년 : AKB48 29th 싱글 선발 가위바위보 대회(AKB48 29thシングル選抜じゃんけん大会)
- 2013년 : AKB48 34th 싱글 선발 가위바위보 대회(AKB48 34thシングル選抜じゃんけん大会)
- 2014년 : AKB48 그룹 가위바위보 대회 2014 ~주먹으로 쟁취! 1/300 솔로 데뷔 쟁탈전~(AKB48グループ・じゃんけん大会2014 ~拳で勝ち取れ!1/300ソロデビュー争奪戦~)
- 2015년 : 제6회 AKB48 그룹 솔로 싱글 쟁탈 가위바위보 대회 in 요코하마 아레나 ~이런 곳에서 운 같은걸 써버리는 걸까라고 생각할지도 모르지만, 일단 이기지 않으면 어쩔 수 없잖아?~(第6回AKB48グループ ソロシングル争奪じゃんけん大会in横浜アリーナ ~こんなところで、運なんか使っちゃうのかと思うかもしれないが、とりあえず、勝たなきゃしょうがないだろ？~)
- 2016년 : AKB48 그룹 유닛 싱글 쟁탈 가위 바위보 대회 in 고베 월드 기념 홀(AKB48グループ ユニットシングル争奪じゃんけん大会in神戸ワールド記念ホール)
- 2017년 : AKB48 그룹 유닛 가위 바위보 대회 2017 ~인연은 주먹에서 태어난다!~(AKB48グループ ユニットじゃんけん大会2017~絆は拳から生まれる!~)
- 2018년 : AKB48 그룹 제2회 유닛 가위 바위보 대회 ~공기를 읽지 마라, 마음을 읽자!~(AKB48グループ 第2回ユニットじゃんけん大会 ＡＫＢ４８グループ 第2回ユニットじゃんけん大会~空気を読むな、心を読め!~)

### 악수회
AKB48 그룹은 그 CD를 구입한 사람을 대상으로 한 악수회를 실시하고 있다. 악수회는 팬들이 멤버와 악수와 함께 짧게나마 대화를 할 수 있는 기회를 제공함으로써 〈만나러 갈 수 있는 아이돌〉로서의 콘셉트를 충족시켜주는 중요한 의미를 지니고 있다. AKB48 그룹 중 AKB48가 결성되고 얼마 안 된 어느 날의 일이었다. 그 날 갑자기 음향기기가 고장을 일으키는 바람에 극장 공연이 불가능해졌다. 그에 따라 관객들에의 보상 조치로서 부랴부랴 악수회가 진행되었다. 이에 대한 당시 관객들의 평판은 나쁘지 않았고, 이는 훗날 AKB48가 일정 수준의 인기를 구가하기 시작한 이후에 다시 응용되어, AKB48뿐만 아니라 AKB48 그룹을 구성하는 모든 자매그룹들도 매번 새로운 CD를 발매할 때마다 정기적으로 악수회를 실시해오는 계기가 되었다.
악수회에는 〈전국 악수회〉와 〈개별 악수회〉가 있다. 〈전국 악수회〉는 전국 각지에서 실시되는 악수회로, 참가권은 통상반 싱글 CD에 들어 있다. 다소의 사전 행사가 있은 후에 악수 이벤트가 진행된다. 우선 팬 자신이 가지고 있는 악수권을 정리권으로 바꾼 후, 악수하고 싶은 멤버의 줄에 선다. 많은 사람들이 참가하기 때문에 악수할 시간은 거의 없어서, 아예 싱글을 여러 장 구입해서 악수권을 여러 장 확보해 둔 후에, 그것을 한 장씩 써가면서 몇번이고 다시 줄을 서는 팬도 적지 않다. 〈개별 악수회〉의 참가권은 극장반 싱글 CD에 들어 있고, 기본적으로 간토 지방에서 실시되는 악수회이며, 〈대악수회〉라 불리는 경우도 많다. 〈전국 악수회〉보다 악수할 수 있는 시간이 길고, 또한 악수 한번에 한 장씩만 사용할 수 있는 전국 악수회와는 달리 동시 세 장까지 사용할 수 있기 때문에, 한번에 악수할 수 있는 시간을 길게 확보할 수 있다.

### 마케팅과 활동 전략

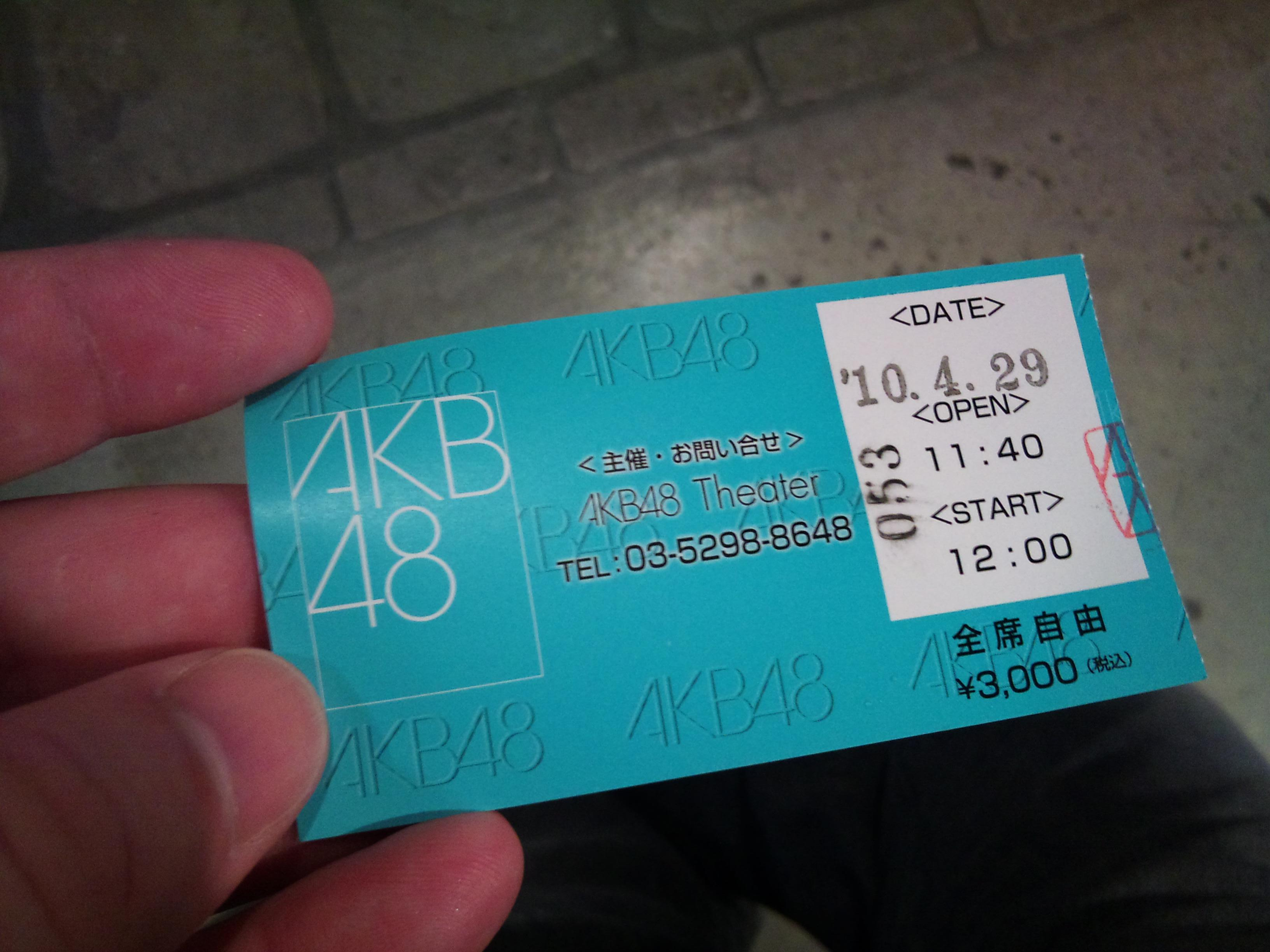
경기 불황에도 안정적인 티켓 마케팅 전략

버블 붕괴 이후 일본의 젊은이들은 장기 불황과 취직난을 겪어야 했고, 자연스럽게 인터넷 등과 같이 기회비용이 적은 취미에 몰두하는 것과 같은 소비양식을 취하게 되었다. 작가 하야미즈 겐로는 이러한 경제상황에 적용하여 생겨난 문화를 〈디플레 컬쳐〉라 명명하였다. 경제학자 다나카 히데토미에 의하면, AKB48는 불황 하에서도 끄떡없는 디플레 컬처의 하나라고 생각할 수 있다. 2000년대에 들어와서 음원의 불법 다운로드 문제 등으로 음악 CD의 판매량이 급락하였기에, 자연스럽게 라이브를 통해 수익금을 확보하는 것이 제이팝 음악 업계의 주류가 되었다. 그 때문에 콘서트 입장 요금은 항상 비싸게 책정되기 일쑤였는데, AKB48의 극장 공연 티켓만은 (한 번 인상이 있었음에도 불구하고) 일반적인 아티스트의 라이브에 비교하면 상당히 저렴하다. 또한 사진집과 같은 관련 상품의 가격도 평균 이하로 설정되어 있다. 다나카 히데토미는 이것을 수입이 적은 젊은 아이돌 오타쿠를 타겟으로 한 마케팅 전략으로 보고 있다.
또한, AKB48의 멤버 중 많은 이가 블로그(또는 트위터)를 개설하고 있고, 팬들은 그것을 체크하는 형식으로 사실상 지출을 하지 않는 소비 활동을 하고 있는데, 이 또한 디플레 컬처의 전형이라고 볼 수 있다. 그와 동시에 이를 경제학자 타일러 코웬이 〈마음 속의 소비〉라 부르고 있는, 돈을 쓰지 않는 비경제적 활동의 하나로도 볼 수 있다.
경제학자 가네코 마사루는, AKB48의 비지니스 모델은 저렴한 가격 정책 유지를 위해 저임금 노동으로 종업원을 착취하는 유니클로의 경제 수법과 유사하며, 그 때문에 디플레이션 경제를 정착시킬 우려가 있다고 비판하였지만, 다나카 히데토미는 이에 대해, 애당초 아이돌 시장이 일본 경제에 어떤 영향을 줄 수 있을 만큼 스케일을 갖고 있다고 볼 수 없으므로, 오히려 가네코가 결과와 원인을 착각하고 있는 것이 아닌가 우려된다고 반박하고 있다. 즉, AKB48의 경영 방법이 디플레이션을 유발하는 것이 아니라, 이미 존재하고 있던 디플레이션이라는 경제 상황에 적응하는 과정에서 자연스럽게 태어난 것이 AKB48의 전략이고, 그러므로 이것은 의당 경제적 약자인 젊은이들에게 희망을 갖게 하는 성공 모델로서 평가되어야 한다고 보고 있다.
AKB48 그룹의 구성원으로서, 일본 국내에는 나고야시 사카에를 근거지로 하는 SKE48나 오사카시 난바를 근거지로 하는 NMB48 등이 활동하고 있는데, 이것은 앞서 말한 디플레 컬처의 침투의 일환으로서, 젊은이들이 물가가 비싼 도쿄를 떠나 지방으로 돌아가려는 현상과도 밀접하게 연결되어 있다. 그와 동시에 AKB48 그룹은 케이팝 스타들의 한류 열풍과 어깨를 나란히 하여, 유튜브와 같은 동영상 공유 사이트를 통해 해외에도 팬을 늘려가고 있으며, 그 결과로서 중화민국이나 인도네시아, 중화인민공화국과 같은 해외에도 계열 그룹이 탄생하는 등, 적극적인 글로벌화의 모습도 보이고 있다. 로컬화와 글로벌화의 동시 진행이라는 부분에서, AKB48 그룹은 현대의 문화 소비에 있어서의 특징을 모두 갖추고 있다고 볼 수 있다.

### 팬 커뮤니티

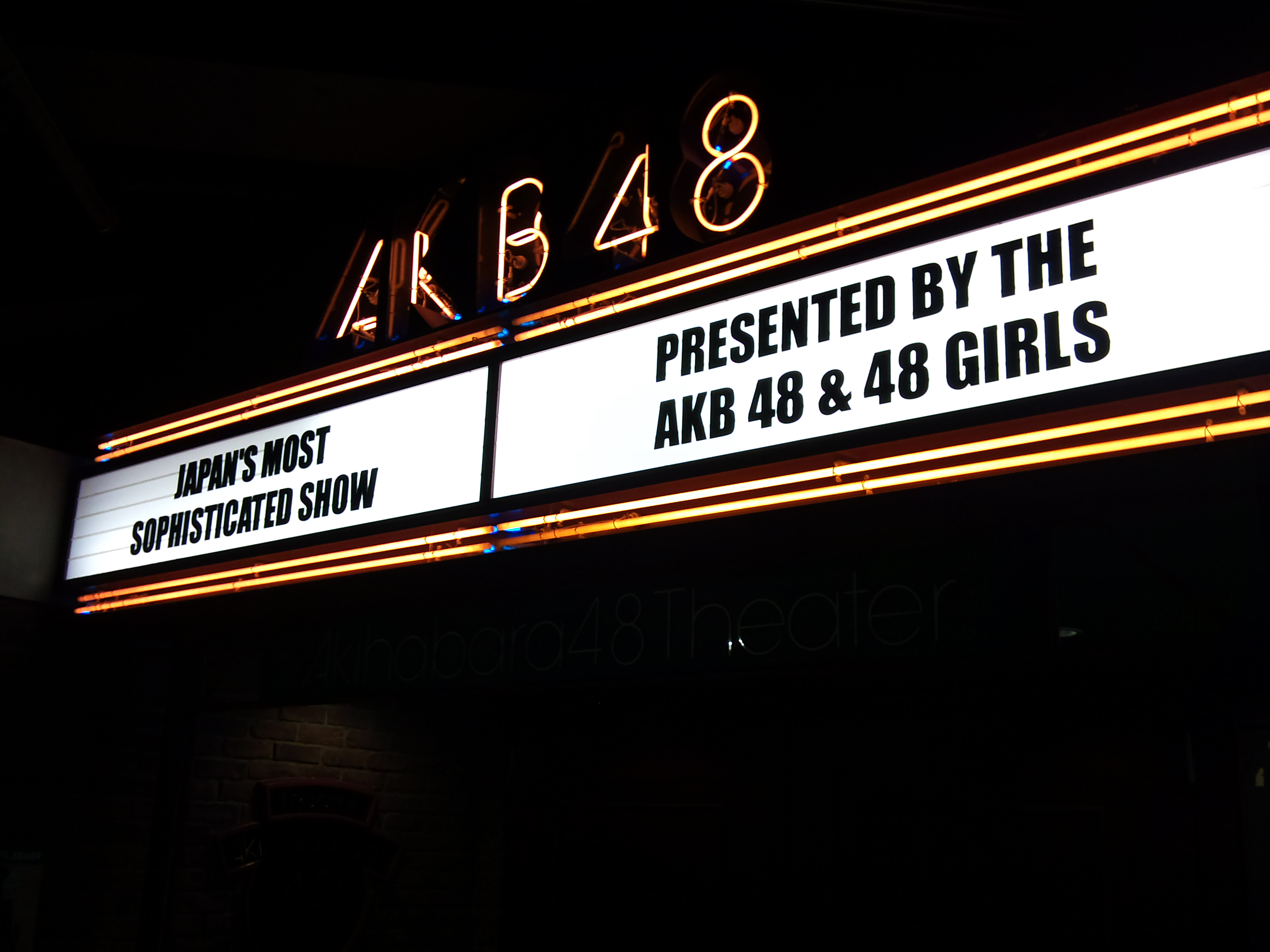
팬들의 소통 공간이 되기도 하는 전용극장

AKB48 그룹은 전용극장을 설치하여 공연을 진행하는 방법으로 아이돌과 팬의 거리를 좁히고 있지만, 이것은 동시에 팬끼리의 교류를 강화하는 계기가 되기도 했다. 특히 극장 앞 로비는 처음 만난 팬들이 잘 알고 지내는 계기가 되는 공간으로서 기능하고 있다. 온라인상에서도 소셜 네트워크 서비스를 이용해 교류를 하는 움직임이 보이고 있다.
운영측은 팬의 의견을 적극적으로 수용하고 있다. AKB48가 막 데뷔하였을 무렵에는 아키모토 야스시가 직접 AKB48 극장에 찾아가 팬과 의견을 나누기도 하였으며, 지금은 스태프들로부터 간접적으로 의견을 전달받고 있다. 그리고 운영 스태프 측의 경험이 부족했던 관계로, 초창기에는 티켓 판매나 추첨, 정렬등의 구체적인 방법에 대해서까지 모두 팬들로부터 조언을 받아가며 진행하고 있었다. 이와사키 나쓰미가 어시스턴트 프로듀서를 하고 있었을 때는, 그 자신의 인터넷 검색 실력을 활용하여 2채널이나 팬블로그 등에 포스팅된 그날그날의 공연에 대한 감상을 매일 정리하여 아키모토 야스시에게 보고하곤 했다. 이와 같이 쌓인 경험은 AKB48 그룹의 다른 자매 프로젝트에도 전해져서 활용되고 있다.
AKB48는 공식 팬클럽 〈柱の会 (기둥의 모임)〉을 2006년 8월 22일부터 운영하기 시작하였는데, 회원 등록 제도에 허점이 있어서 얼마든지 유령회원의 가입이 가능했다. AKB48가 본격적으로 인기를 얻기 시작하면서부터 이를 악용한 극장티켓 암표상들이 기승을 부리기 시작하였고, 2011년 9월 30일부터는 일시적으로 팬클럽을 해체하였다. 그리고 여러 가지 문제점을 보완한 후에 같은 해 12월 8일부터 새 팬클럽 〈二本柱の会 (두 기둥의 모임)〉을 발족시켰다.

### AKB48 극장 및 무대 의상

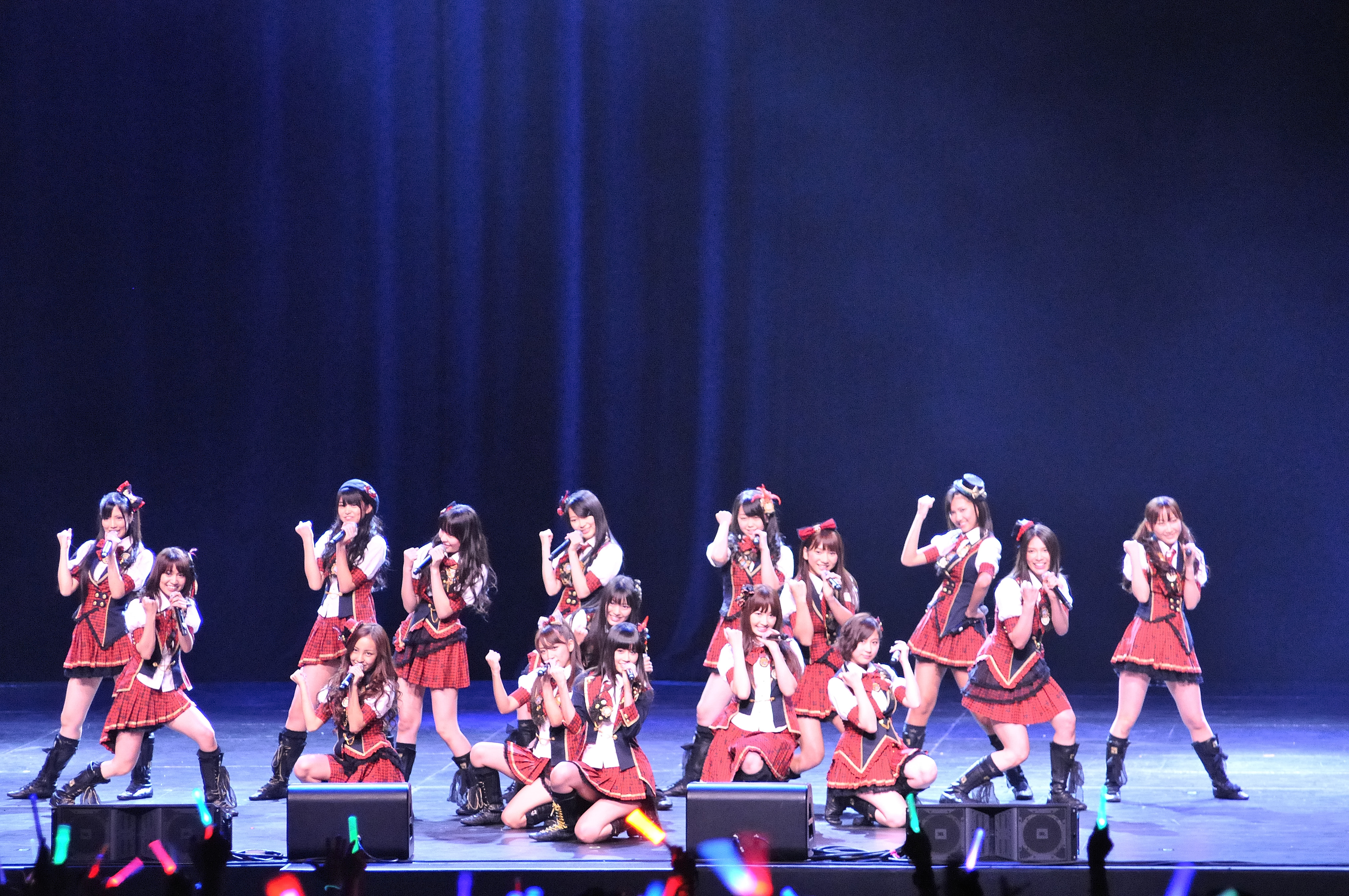
"핑계 Maybe"의 의상을 입고 공연을 펼치는 AKB48

AKB48는 돈키호테 아키하바라 지점의 8층에 있는 전용극장 〈AKB48 극장〉을 홈 그라운드로써 활동하고 있다. 극장에는 무대와 관객 사이에 2개의 큰 기둥이 있어서 관객의 시야를 방해하고 있다. 하지만 건물 내진설계상 이 기둥을 치울 수는 없었고, 결국 기둥 안쪽에 대형 거울을 붙여 두는 것으로 사각지대를 보완하고 있다. 즉, 왼쪽 날개 부분에서 퍼포먼스를 선보이고 있는 멤버가 기둥에 가려 보이지 않을 경우, 오른쪽 기둥의 안쪽에 부착된 거울로 비추어 보는 식이다. AKB48의 극장지배인 도가사키 도모노부는 2005년 당시, 도쿄 여러 곳의 부동산 중개업소를 찾아다니며 라이브 극장 부지를 알아보고 다녔는데, 이상한 가게를 만드는 것 아니냐면서 문전박대를 당하기 일쑤였다. 그러다가 결국, 당시 시점에 점포가 들어서지 않아 출입금지 상태에 있었던 돈키호테 8층을 겨우 섭외할 수 있었다. 그나마도 스테이지가 들어설 만한 장소와 객석이 들어설 만한 장소의 사이에, 앞서 말한 전체 건물의 내진설계상 도저히 치울 수 없는 기둥이 있었음에도, 다른 곳을 섭외할 수 있을 만한 가능성이 거의 없었기 때문에 그곳을 최종적으로 낙점한 것이다. 이 두 개의 기둥은 팬클럽의 명칭 〈기둥의 모임〉밎 〈두 기둥의 모임〉의 유래가 되기도 했다. 오늘날 이 기둥은 AKB48의 또 하나의 상징이 되었으며, 그 활동 이력을 남기기 위해 두 기둥에 매년 핑크색 테이프를 한 줄씩 부착하고 있다.
극장 공연은 2012년 기준으로 AKB48뿐만 아니라 AKB48 그룹을 구성하는 모든 계열 그룹들의 활동의 근간을 이루고 있다. 공연은 모두 오리지널 곡으로 진행되며, 오리지널 곡의 총 수는 2012년 2월 현재 400곡을 넘는다. 그 중 거의 모든 곡의 작사는 아키모토 야스시가 담당 한다. 아키모토는 하나의 공연을 기획할 때마다 1천 곡 이상의 데모 테이프를 모아 며칠에 걸쳐 그것들을 들으면서 사용할 곡을 고르고 있다고 전해진다.
AKB48의 모든 멤버가 착용하는 의상은 AKB48의 의상 담당자 지노 시노부 가 거의 혼자서 디자인하고 있다. 각 멤버들의 성격과 체형까지 고려되어 개별적으로 제작되기에, 전체 의상은 1천벌 이상 존재한다. 한편 "핑계 Maybe"의 무대의상에 사용되었던 빨간 체크 무늬가 2010년에 들어서 여성들 사이에 유행했다는 사실이 알려지면서, 패션 업계의 주목을 받고 있기도 하다. 실제 의상의 제작에는, 아키모토 야스시가 부학장으로 재직중인 교토 조형예술대학의 협조를 받고 있다.

### 자선 활동
동일본 대지진 이재민 지원을 목적으로 하여, 팬들에게서 의연금을 모집하거나, 채리티 송이나 채리티 이벤트를 기획하는 등의 활동을 기획하며 실행하고 있다. 또한 이와 같은 의연금 프로젝트가 사회적으로 폭넓게 지지받고 있다는 점이 인정되어, 2011년 5월부터 일본 적십자사의 활동을 홍보하는 〈적십자 오피셜 메신저〉에 임명되었다.
동일본 대진재 이후, 2011년 5월부터, 피재민 지원을 위해 매달 한 번씩 도호쿠 지방 각지의 피재지에서 무료로 미니라이브와 악수회를 열고 있으며, 2012년 6월 현재까지 총 13회의 위문 공연이 있었다. 원칙적으로는 공식 블로그나 팬 서비스를 위한 공개 스케줄표 등에는 위문 공연 개최지가 절대 공개되지 않으며, 앞서 인용한 두 개의 뉴스처럼 위문 공연이 있은 다음에 공개가 된다. 또한 매달 개최일도 항상 다르게 뒤섞고 있다. 피재지 복구 사업을 방해하지 않기 위해, 전력을 포함한 위문 공연에 필요한 모든 물품은 직접 준비한다. 미니 라이브의 스테이지는 〈윙트럭〉으로 조달한다. 트럭의 크기 상, 한번에 스테이지에 오를 수 있는 멤버의 수는 한정되어 있기 때문에, 한 번의 공연 때마다 AKB48 그룹 전 멤버 중 6~7명이 교대로 참가하고 있다.

## 대중적 이미지와 콘셉트

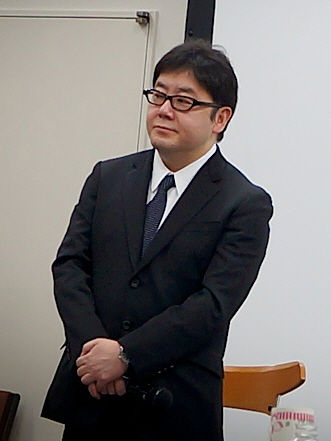
AKB48 그룹 오냥코클럽을 프로듀스한 아키모토 야스시

AKB48가 등장하기 전, 아키모토 야스시의 프로듀스에 의해 데뷔한 일본의 여성그룹 아이돌로 1980년대에 활동한 오냥코클럽이 있다. 오냥코클럽의 특징은 〈아마추어 소녀를 오디션으로 선발하여, 50명 전후의 대규모 그룹으로 한다〉, 〈몇 명의 멤버를 뽑아 파생유닛으로 데뷔시킨다〉, 〈멤버와 동세대 정도의 젊은 팬을 주된 타겟으로 한다〉 등인데, 이는 AKB48 그룹에도 계승되고 있는 특징이다. 한편, 오냥코클럽은 유야케 냔냔과 같은 텔레비전 프로그램을 활동의 중심으로 하였지만, AKB48 그룹은 전용 극장을 갖고 극장 공연을 주된 활동으로 하는 프로젝트인 점이에서 차이를 보이고 있다. 또한, 오냥코클럽은 프로그램 시청률의 저하와 함께 데뷔 2년여만에 해산하였지만, AKB48 그룹은 2005년에 AKB48가 결성된 이래 7년째인 2012년까지 일본 각지에서 활동을 계속하고 있다는 점도 다르다. 오냥코클럽은 멤버가 오디션에 합격하여 데뷔하고 성장하는 모습을 텔레비전에서 방송하면서 무대 뒤편의 분위기를 시청자에게 공개하여 리얼리티를 어필하는 한편, 심사나 방송 내용을 운영측이 어느 정도 컨트롤하는 것이 가능하였다. 하지만 AKB48 그룹은 최소한 2009년 후반 무렵까지는 그렇게까지 적극적으로는 영상 매체에 출연하고 있지 못하였지만, 그 대신 영상 미디어를 전혀 통하지 않은 채 〈만나러 갈 수 있는 아이돌〉이라는 콘셉트대로 극장 공연을 통해 팬과 아이돌 사이의 거리를 큰 폭으로 줄여나갈 수 있었다.
오냥코클럽이 해산한 이후, 일본 가요계에서는 1997년부터 모닝구무스메가 출현하여 현재까지 활동하며 많은 히트곡을 남겼고, 몇년 전인 2005년에는 아키하바라의 지하 아이돌 문화를 배경으로 AKB48가 등장하였다. AKB48의 초기 팬 중 대다수가 모닝구무스메(혹은 그보다 더 포괄적으로 헬로! 프로젝트)의 팬들로 추정되는데, 이로 인해 AKB48가 인기를 얻을 수 있었다는 이유로서 모닝구무스메가 10년 이상 해산하지 않고 활동을 계속하였기 때문이라고 보는 의견이 있다.
2009년경부터 일본에서는 AKB48 그룹이 조금씩 인기를 얻기 시작하였고, 한편으로는 카라나 소녀시대를 필두로 하는 한국의 케이팝 걸즈 유닛도 인기를 얻고 있다. AKB48 그룹이 자신들의 성장 과정을 팬과 공유하는 것을 콘셉트 중 하나로 하고 있는데 반해, 케이팝 여성 아이돌은 데뷔 때까지 최소한 수 년 간의 훈련 기간을 설정하고 있고, 이로 인해 데뷔 무대에서부터 이미 완벽에 가까운 퍼포먼스를 보이고 있다는 점이 크게 다르다. AKB48 그룹은 대체적으로 평범한 여자 아이 같은 외모를 갖고 있는데 반해, 케이팝 아이돌 유닛의 멤버들은 모두가 하나같이 패션 모델을 방불케 할 정도로 스타일이 좋다. 아키모토 야스시 또한, 케이팝 걸즈 유닛이 항상 일정하게 높은 퀄리티를 유지할 수 있는 능력을 가진 것은 역시 프로페셔널답다고 평가하면서도, AKB48의 매력은 케이팝의 그것과는 대조적으로, 어떤 타이밍에서도 똑같은 AKB48는 존재하지 않는다는 점에 있다고 하고 있다. 즉 멤버들은 그저 평범한 여자 아이들일 뿐이기에 언제나 일정한 퀄리티를 유지하지 못하고 항상 오르막과 내리막을 걷고 있고, 그러한 멤버가 수십명이 모여 있기 때문에 결과적으로 변화무쌍한 모습을 보일 수 있다는 것이다.
컬럼니스트 나카모리 아키오는 〈아이돌은 시대를 반영하는 게 아니라, 시대를 선도한다〉는 지론을 AKB48에도 적용할 수 있다고 보고 있다. 즉, 미소라 히바리가 〈전후 일본의 고속 성장기〉를, 야마구치 모모에가 〈일본의 저성장 시대〉를, 마쓰다 세이코가 〈일본의 버블 시대 직후〉를 선도한 것과 마찬가지로, AKB48는 좀처럼 경기 불황 타개책이 떠오르지 않고 있는 오늘날 일본에서, 어떻게 즐거운 생활을 영위할 수 있을까 하는 테마를 선도하고 있는 것이다.

### 대중문화적 비평
2000년대 이후의 일본의 대중문화에 관한 비평에 있어서 세카이 계통, 서바이브 계통 혹은 배틀로얄 계통, 구키 계통와 같은 콘텐츠의 분류가 종종 진행되고 있는데, AKB48 그룹도 이러한 맥락에서 언급되는 경우가 있다.
세카이 계통이란 1995년 이후부터 오타쿠계 문화를 중심으로 퍼진 심리주의적 경향으로, 〈주인공 주변의 좁은 인간관계가 세계적인 규모의 큰 사건에 직결된다〉는 특징을 갖는 작품에 주로 쓰여진다. 다나카 히데토미는, 팬들이 멤버들의 블로그 등을 통해 그녀들의 시시콜콜한 사적인 이야기에 스스로를 연결시켜 생각하려 하는 행동을 세카이계적인 행동이라 보고 있다.
서바이브 계통이란 비평가 우노 쓰네히로가 21세기 들어서 일본의 대중 문화에서 전반적으로 두드러지기 시작했다고 지적한 작품 경향으로, 까탈스러우며 특권성을 갖지 못하는 개개인이 대립하고 있는 구조를 갖추고 있는 것이 가장 중요한 특징이다. 다나카 히데토미는 총선거로 대표되는 AKB48 그룹의 운영에 도입된 경쟁 원리는 우노 쓰네히로가 지적한 2000년대 특유의 시대의식을 반영한 것으로, AKB48 그룹에는 세카이 계통의 요소와 서바이브 계통의 요소가 모두 존재한다고 보고 있다. 이에 우노 쓰네히로는 서바이브 계통이 성립하기 위해서는 사회 전체에 공유될 만한 가치관이 존재해야 하는데, 요즘과 같은 포스트모더니즘의 사회에서는 그러한 공통의 가치관은 좀처럼 존재하기 힘들며, 그 대신 큰 규모의 게임이 존재할 수 있고 이를 이용하고 있는 것을 배틀로얄 계통이라 볼 수 있다면서, AKB48 그룹의 멤버가 AKB48 그룹이라고 하는 큰 게임의 플레이어로서 동원된다는 의미에서 이들은 서바이브 계통보다는 배틀로얄 계통의 대표적인 예로 볼 수 있다고 말하였다.
구키 계통이란 대체적으로 같은 성별로 이루어진 공동체에서의 이야기를 다루는 작품 경향으로, 우노 쓰네히로에 의하면 보통 그것은 이성의 소비자에게 지지되곤 하는데, 여성만으로 이루어진 커뮤니티인 AKB48 그룹도 이 흐름의 하나로 볼 수 있다. AKB48 그룹이라는 공동체에서는 블로그 등을 통해서 멤버간의 동성애에 가까운 관계를 연상시키는 행위가 남성 팬에의 서비스로서 제공되고 있고, 한편으로는 AKB48 그룹의 멤버가 출연하는 텔레비전 드라마의 내용에 동성애 관계를 가미한 동인지가 만화 시장에서 여성팬에 의해 소비되고 있는데, 이러한 현상은 구키 계통으로 분류할 수 있는 작품의 2차적저작물 격의 수용과 유사한 부분이 있다. 한편으로는 앞서 밝힌 것과 같은 경쟁 원리의 도입에 의해 구키 계통에 으레 있을법한 화기애애한 분위기를 어느 정도 망가뜨리면서 더욱 흥미진진하게 만들고 있는 면도 있다.

### 캐릭터 소비

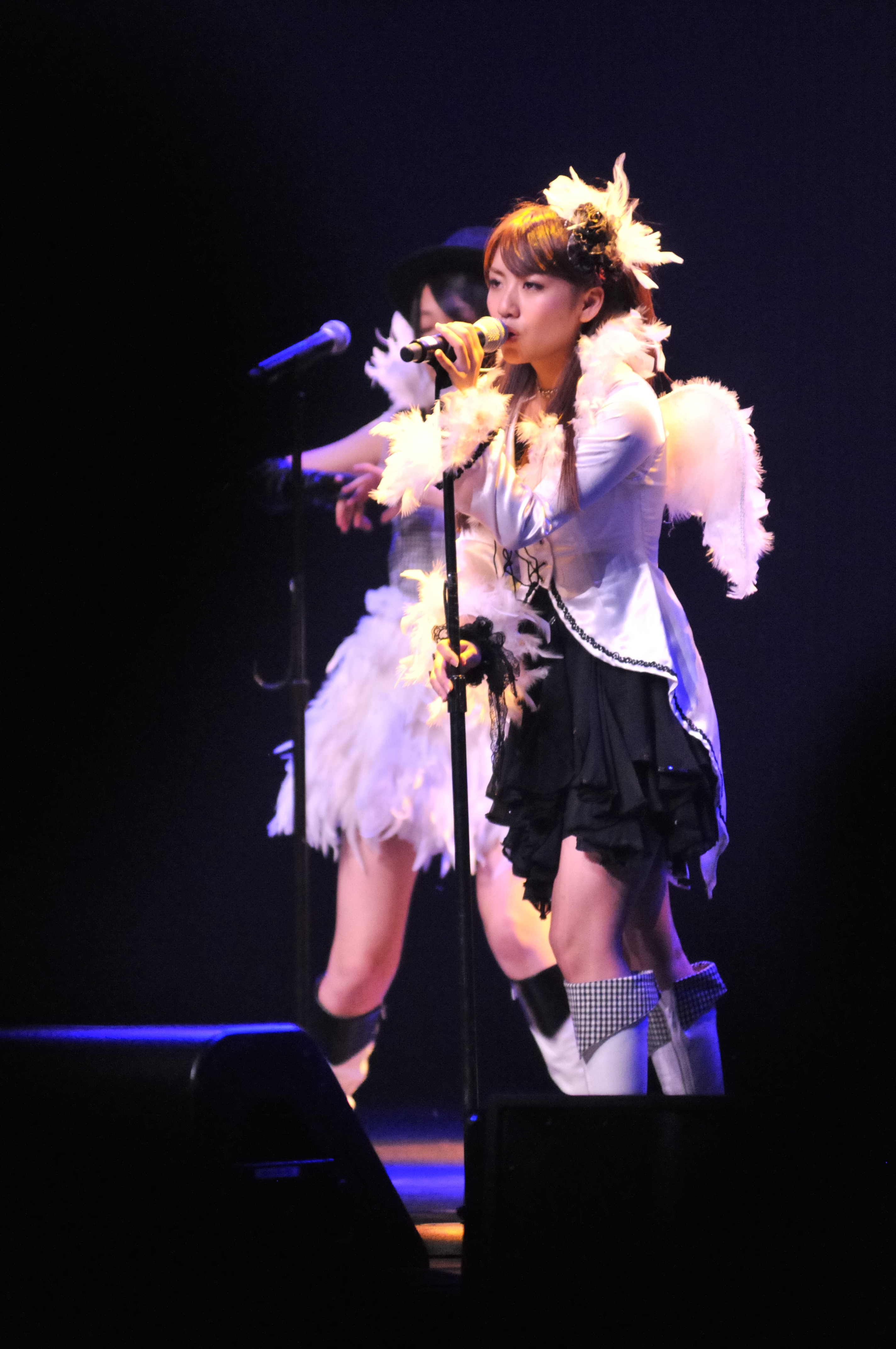
확실한 자신만의 캐릭터를 가지고 있는 총감독 다카하시 미나미

우노 츠네히로와 사이토 타마키에 의하면, 팬들이 즐기고 있는 AKB48 그룹 멤버의 캐릭터는 그 운영 전략과 밀접한 관계를 맺고 있다. 가령 오오시마 유코가 변태 캐릭터라는 것이나, 다카하시 미나미가 썰렁 개그를 남발하는 캐릭터라는 것과 같이 각 멤버의 역할 분담이 대략적으로 되어 있어서, 멤버들의 인기 유지 여부는 외모, 스타일, 가창력이라는 요소보다도 이와 같은 캐릭터의 정립에 의존하고 있는 면이 있다.
사이토 다마키에 의하면, 파생 유닛의 구성이나 선발 총선거라는 서열 매김에 의해 멤버의 캐릭터가 고정화되기 쉽고 또한 인식되기 쉬운 시스템이 설계되어 있으며, 악수회와 같은 교류의 기회를 통해서 팬들은 자신들이 멤버의 캐릭터 형성에 직접적으로 관여할 수 있다는 생각을 갖게 된다. 이와 같이 소집단 내부에서의 (인기) 서열화와 캐릭터의 세분화가 동시 진행되고 있는 구조는, 현대 일본의 학교 학생들 사이에서의 스쿨 카스트와 동형이라고도 볼 수 있다.
우노 쓰네히로는 이 사이토 다마키의 의논을 되짚으면서, 앞서 밝힌 영상 매체를 통하지 않고 팬과 직접 교류하는 것으로써 운영측이 팬 커뮤니티의 반응을 참고하면서 AKB48 그룹 멤버의 캐릭터를 순환적으로 생성, 강화하고 있다고 보고 있다. 즉, 팬들은 극장 공연이나 블로그에서의 멤버들의 시시콜콜한 발언 등으로부터 얻어지는 멤버 사이의 친구관계나 성격과 같은 여러 가지 정보를 인터넷 상의 커뮤니티에서 공유하고, 그렇게 공유한 정보들은 위키백과나 에케피디아, 2채널 같은 커뮤니티에 꾸준히 투고되어 쌓여 간다. 멤버들은 이와 같은 팬 커뮤니티의 반응을 참고하면서 각자의 캐릭터를 효율적으로 만들어 갈 뿐만 아니라, 운영측이 멤버가 출연하는 드라마의 배역 등에(가끔은 2차적저작물처럼 그것을 기반으로 살짝 응용이 가해진) 그 캐릭터를 반영하여, 그것을 팬이 재차 소비하는 것에 의해 원래의 캐릭터 인식을 한층 더 강화할 수 있는 소위 〈캐릭터 소비에 있어서의 영구기관〉이 구축되어 있다는 것이다.

## 음악 스타일

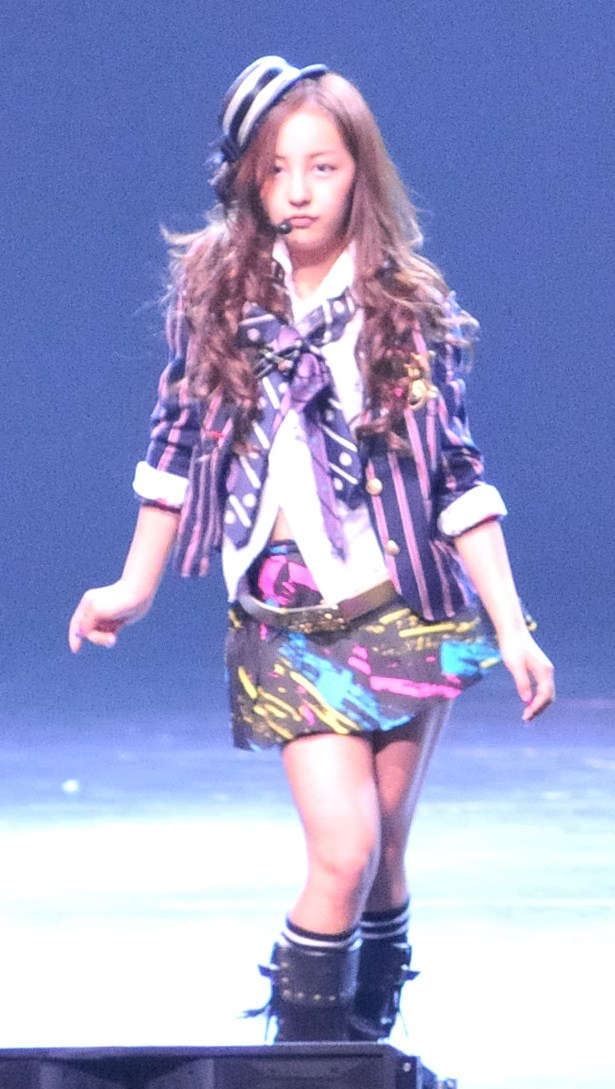
결성 이후 중심 멤버로 활약해 온 이타노 토모미

AKB48 그룹의 노랫말을 크게 나누면 〈(여성 시점에서의) 연애를 간접적으로 체험하게 하는 노랫말〉, 〈(남성 시점에서의) 연애나 청춘을 찬양하는 노랫말〉, 〈자기 암시적인 노랫말〉,〈학교 졸업에 관한 노랫말>,이라는 네 가지 타입이 존재한다. 시기에 주목하면, 초기 단계에는 이제까지의 여성 아이돌의 노랫말로서 전형적이라 할 수 있는 〈(여성 시점에서의) 연애를 간접적으로 체험하게 하는 노랫말〉이 많았지만, 〈큰 목소리 다이아몬드〉가 발표될 무렵을 경계로 그 이후에는 거의 찾아볼 수 없게 되었고, 그 대신 〈(남성 시점에서의) 연애나 청춘을 찬양하는 노랫말〉과 〈자기 암시적인 노랫말〉의 2종류가 주류가 되어 갔다. 그리고 매년 일본 학교들의 졸업식이 열리는 계절인 봄에는 여자 고등학교 (또는 중학교)의 졸업식과 관련된 싱글을 발표하는 경향이 있다.
오카지마 신시, 오카다 야스히로에 의한 서적 《그룹 아이돌 진화론》에 의하면, 여성 입장의 노랫말로부터 남성 입장의 노랫말로의 변천에는 팬층의 변화가 관련되어 있다. 즉, 종래의 일본 여성 아이돌의 팬이라 하면 누구나 그 첫인상으로서 패션 따위에 큰 관심이 없는 남성, 특히 아키하바라계 오타쿠를 떠올리기 십상이었다. 하지만 AKB48 그룹의 경우에는 악수회나 극장 공연 등 아이돌과 팬이 직접적으로 접촉하는 기회가 현저히 많아졌기 때문에 상황이 많이 다르다. 즉, 팬들은 아이돌이 나를 보고 있다는 것을 의식할 수밖에 없기 때문에, 이에 따라 외모에 신경을 쓰기 시작하는 젊은 남성팬이나 여성팬의 비율이 자연스럽게 늘어날 수밖에 없다. 그에 호응하여, 연애를 간접적으로 체험하게 하는 노랫말은 그다지 필요가 없어지고, 그 대신에 청춘관을 간접적으로 체험하거나 콘서트장에서 함성을 지르며 스테이지 위의 아이돌과 감정을 공유할 수 있는 노래가 늘어나고 있다.
우노 쓰네히로는 와타시(私)를 1인칭 주어로 쓰는 여성 입장의 노랫말에서 보쿠(僕)를 1인칭 주어로 쓰는 남성 입장의 노랫말로의 변천에 대해, 팬에게 이곳이 아닌 다른 어딘가에의 동경을 일방적으로 강요하지 않고, 다만 팬과 힘을 합쳐 지금 이곳을 긍정하면서 오늘을 알차게 꾸미고자 하는 의식이 노랫말에 반영되기 시작했다고 보고 있다. 〈자기 암시적인 노랫말〉를 갖는 곡이 늘어나는 것에 대해서는, AKB48 그룹이 하나의 사회현상이라고 할 수 있을 정도의 인기를 얻음에 따라, AKB48 그룹 자기 자신을 노래하는 것이 곧 사회를 노래하는 것과 같게 되었으며, 무엇보다 작사가 아키모토 야스시가 이것을 누구보다도 잘 깨닫고 있기 때문이라고 보고 있다.
한편 아키모토 야스시의 노랫말들은 선정성 논란을 일으킬 만한 내용 때문에 해마다 질타의 대상이 되기도 한다. 특히나 AKB48 그룹의 멤버들은 앞서 밝혔듯 중고등학생이 대부분인지라 더욱 그렇다. 아키모토 야스시는 CNN과의 인터뷰에서, 그의 노랫말들은 리얼리티를 묘사하는 한 방법이며, 듣는 이들이 이와 같은 민감한 사안들에 대해 생각해볼 수 있도록 자극하기 위함이었다고 반박하였다.
그러나 사이토 다마키는 아키모토 야스시에 의한 AKB48 그룹의 노랫말을 절망적인 황야와 같은 오늘날 제이팝 업계의 희망의 등불이라 평가하며, 〈양키 적인 성격〉이 들어간 요소가 노랫말에 심겨져 있는 사실에 주목하고 있다. AKB48 그룹 멤버에 주목해보면, 오타쿠처럼 보이는 와타나베 마유나, 양키처럼 보이는 이타노 토모미의 양자가 모두 존재하고 있는 것과 같이 밸런스가 잡혀 있다. 거기다가 아키모토 그 자신 또한 오타쿠적인 성격과 양키적인 성격을 모두 갖는 특이한 타입의 인간이라서, "마지스카 로큰롤"이나 "Beginner"에는 양키 특유의 찰나주의(刹那主義), 반지성주의(反知性主義)적인 가치관이 잘 나타나 있으면서도, 그와 동시에, 사실 아키모토 자신은 양키적인 성격을 갖고 있지 않지만, 일부러 의식적으로 그런 성격인 척을 하면서 가사를 쓰는 것 같이도 느껴진다는 면에서, 그 밸런스가 절묘하다고 평가하고 있다.
각본가이자 작사가인 사토 히로시는, 마찬가지로 아키모토 야스시가 프로듀스한 오냥코클럽의 노래에서는 말장난처럼 가볍게 쓰여진 노랫말이 많았지만, AKB48 그룹의 노랫말은 주관적이고 직설적인 면에서 완전히 다르다면서, 〈내가 어떻게 살아야 하는가〉는 자기 성찰을 장려하는 노랫말이, AKB48 그룹 멤버 개개인에의 무의식적인 인격 교육을 담당하고 있는 것으로 보인다고 평하고 있다.

## AKB48 그룹의 구성원 확대

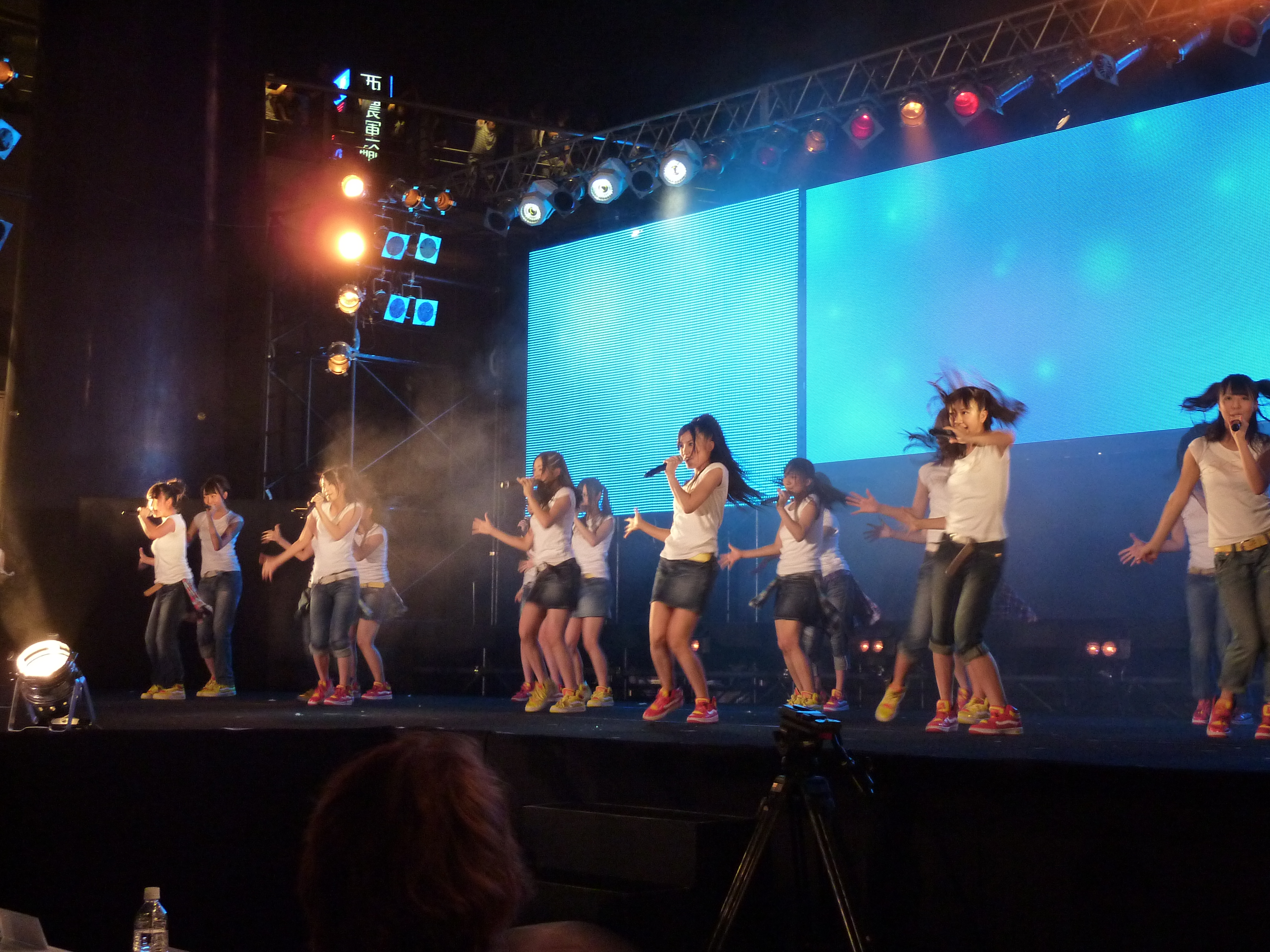
SKE48 팀KII의 공연 장면

2008년 여름에는 아이치현 나고야시의 사카에의 전용극장을 기반으로 활동하는 SKE48가, 2009년 여름에는 아키하바라 AKB48 극장을 근거지로 하는 두 번째 자매 프로젝트로서 20세 이상의 멤버들로만 구성된 SDN48가, 2010년 가을에는 오사카부 오사카시 난바의 전용극장을 기반으로 활동하는 NMB48가, 2011년 가을에는 규슈 후쿠오카현 후쿠오카시 하카타의 전용극장을 기반으로 활동하는 HKT48가, 2015년도에는 니이가타현 니이가타시의 전용극장을 기반으로 활동하는 NGT48가, 2017년도에는 세토우치 지방을 기점으로 활동하는 STU48가 탄생하였다. 이들 중 SDN48는 2012년 봄에 멤버 전원 졸업의 형태로 해산하였다.
이들 자매 프로젝트의 멤버들 중 일부는 원소속팀의 극장 공연 및 싱글 활동과 더불어, AKB48의 싱글 선발 멤버로도 차출되고 있다. 특히 43번째 싱글 "너는 멜로디"에서의 미야와키 사쿠라처럼, 원 소속팀을 AKB48로 두지 않는 자매 프로젝트의 멤버가 단독 센터 포지션을 맡는 경우도 있었다. 이미 이전인 2012년 3월부터 겸임 제도가 활용되고 있었다. 최초의 겸임 멤버는 SKE48의 마츠이 쥬리나와 NMB48의 와타나베 미유키였다. 2014년 2월부터 AKB48의 멤버 또한 타 그룹에 겸임을 하는 경우도 생겨났다. 대표적인 멤버로서는 AKB48 팀4의 오카다 나나(STU48 겸임)가 있다.
한편, 해외에서도 2011년에 인도네시아의 자카르타를 거점으로 하는 JKT48, 2012년에 중화인민공화국의 상하이시를 거점으로 하는 SNH48를 결성되었다. 2017년 2월에 태국 방콕을 거점으로 하는 BNK48, 2018년 3월에 중화민국 타이베이를 거점으로 하는 TPE48, 동년 4월에 필리핀 마닐라를 거점으로 하는 MNL48, 동년 6월에 베트남 호찌민시를 거점으로 하고 있는 SGO48를 결성되었다. 이들 중 SNH48는 2016년 6월에 AKB48 그룹에서 완전히 독립했다. 그 뒤로 동년 4월에 중화인민공화국의 베이징시를 거점으로 하는 BEJ48, 광둥성 광저우시를 거점으로 하는 GNZ48, 2017년 1월에 선양시를 거점으로 하는 SHY48, 동년 6월에 충칭시를 거점으로 하는 CKG48, 동년 9월에 청두시를 거점으로 하는 CGT48 발족 등 SNH48 그룹으로서 결성되었다. 이들 중 SHY48와 CKG48는 2019년 1월에 해산. 동시에 IDOLS Ft로서 재시동하였다. 이후, 2017년 10월에 중화인민공화국의 상하이 시를 거점으로 하는 AKB48 Team SH를 발족하였다. 동년 12월에 인도 뭄바이를 거점으로 하고 있는 MUM48, 2019년 6월에 태국 치앙마이를 거점으로 하고 있는 CGM48, 인도 뉴델리를 거점으로 하고 있는 DEL48, 뭄바이를 거점으로 하는 MUB48가 발족하였다. 또, 이들 중 TPE48는 2018년 7월에 AKS와 라이센스 계약을 해지돼, 동년 8월에 AKB48 Team TP로서 재시동하였고, MUM48는 2018년 11월에 합동 회사와 라이센스 계약을 해지돼, DEL48와 MUB48의 두 그룹이 발족하게 된다. 그리고 대한민국의 IPTV 채널인 Mnet의 오디션 방송 프로그램 PRODUCE 101과 AKB48 그룹의 노하우를 접목한 아이돌 프로젝트 PRODUCE 48이 동년 6월에 개시하였고, 최종 선발된 멤버들은 10월 29일 아이즈원(IZ*ONE)이라는 그룹으로 데뷔하였다. 2024년 1월 1일, 말레이시아 쿠알라룸푸르를 거점으로 하는 KLP48를 발족했다.
또한, AKB48 그룹의 구성원이 아닌, 공식 라이벌 격인 노기자카46가 데뷔하여 활동 중이기도 하며 멤버 이코마 리나가 교환 유학생으로 AKB48 팀B의 멤버로 활동했으나, 겸임해제되었다. 이후, 노기자카46에 포함된 그룹 사카미치 시리즈의 사쿠라자카46, 요시모토자카46, 히나타자카46도 있다.

## 구성원
AKB48의 정규 멤버는 원칙적으로 팀A, 팀K, 팀B, 팀4, 팀8의 5개의 팀 중, 반드시 어느 하나에 소속하도록 되어 있다. AKB48 극장에서의 극장 공연은 원칙적으로 팀 단위로 진행된다. 정규 멤버가 아닌 연구생 멤버도 있다. 연구생은 백댄서 혹은 정규 멤버의 언더로서 공연에 출연한다. 그러다보니 연구생이 공연 멤버의 대다수를 차지하는 일도 있다.
당초 결성 당시는 멤버 전원이 office48 소속이었으나, 매니지먼트 및 인지도 강화를 위해서, 일부 멤버들이 다른 소속 사무소로 이적하기 시작했다. 현재 오오타 프로덕션, 프로덕션 오기, 호리프로, 와타나베 프로덕션, 플레이브 엔터테인먼트 등에 속해 있다. 멤버들의 소속 사무소 현황에 관해서는 AKB48의 그룹 구성#소속 사무소에서 다루고 있다.
멤버를 선출하는 데 있어서 오디션이 활용되는데, 여기서 스태프들과의 회의를 거친 후 최종적으로 아키모토 야스시가 합격자를 결정하고 있다. 멤버를 고르는 포인트로서는, 정통파 미소녀만을 고르는 것이 아니고, 팬들의 기호의 다양함에 맞추어 성격과 외모까지 되도록 폭넓게 고르는 것을 들 수 있다. 그로 인해, 학교의 한 학급과도 같은 리얼리티를 끌어낼 수 있다고 한다. 오디션에 관한 자세한 내용은 AKB48의 그룹 구성#오디션에서 다루고 있다.
결성 직후부터 현재까지, 많은 멤버들이 졸업 혹은 사퇴의 형식으로 그룹을 이탈하였다. 이들에 관해서는 AKB48의 그룹 구성#전 구성원에서 다루고 있다.
한국 진출
2006년부터 사사에 sasae.kr라는 소수정예팬 모임이 있었다. 2008년에 네이버 팬카페 사쿠라학원(포티에잇월드)가 생겼는데 포티에잇월드 운영진이였다가 운영진에서 물러난 시기인 2014년 행사를 개최하는데 한국지사 대표인 조영욱도 참석했다. 그런데 포티에잇월드 내 소규모 모임인 사사에에서 관계자 석표를 받은 것이 문제가 되어 탄핵을 받게 된다. 순수한 팬들의 기획인지 전략적인 의도인지 의심되는 행사였지만 사사에가 개최한 행사는 이로 인해 중지되었고, 한국 진출은 사사에가 주도했었는데 이로 인해 AKB48의 한국 진출은 실패한다.

## 음반 목록
베스트 앨범
- Set List: Greatest Songs 2006-2007 《Set List: Greatest Songs 2006-2007》 (2008)
- 神曲たち 《가미쿄쿠타치》 (2010)
- 0と1の間 《0토1노아이다》 (2015)

정규 앨범
- ここにいたこと 《고코니이타코토》 (2011)
- 1830m 《1830m》 (2012)
- 次の足跡 《쓰기노아시아토》 (2014)
- ここがロドスだ、ここで跳べ! 《고코가로도스다, 코코데토베!》 (2015)
- サムネイル 《섬네일》(2017)

## 수상 경력
다음은 AKB48의 주요 수상 경력이다.
| 연도 | 시상식                         | 부문                          | 후보곡                                   | 결과 |
| ---- | ------------------------------ | ----------------------------- | ---------------------------------------- | ---- |
| 2009 | 제11회 Mnet 아시안 뮤직 어워드 | 아시안 레코멘드 상            |                                          | 수상 |
| 2009 | 제51회 일본 레코드 대상        | 특별상                        |                                          | 수상 |
| 2010 | 제24회 일본 골드디스크 대상    | 특별상                        |                                          | 수상 |
| 2010 | 제52회 일본 레코드 대상        | 대상                          | "Beginner"                               | 후보 |
| 2010 | 제52회 일본 레코드 대상        | 우수작품상                    | "Beginner"                               | 수상 |
| 2011 | 제25회 일본 골드디스크 대상    | 아티스트 오브 더 이어         |                                          | 후보 |
| 2011 | 제25회 일본 골드디스크 대상    | 싱글 오브 더 이어             | "Beginner"                               | 수상 |
| 2011 | 빌보드 재팬 뮤직 어워드 2010   | 아티스트 오브 더 이어         |                                          | 후보 |
| 2011 | 빌보드 재팬 뮤직 어워드 2010   | 우수 팝 아티스트              |                                          | 수상 |
| 2011 | 제44회 일본 유선 대상          | 대상                          |                                          | 후보 |
| 2011 | 제44회 일본 유선 대상          | 유선음악 우수상               |                                          | 수상 |
| 2011 | 제44회 일본 유선 대상          | 특별상                        |                                          | 수상 |
| 2011 | 제53회 일본 레코드 대상        | 대상                          | "플라잉 겟"                              | 수상 |
| 2011 | 제53회 일본 레코드 대상        | 우수 작품상                   | "플라잉 겟"                              | 수상 |
| 2012 | 제26회 일본 골드디스크 대상    | 아티스트 오브 더 이어         |                                          | 수상 |
| 2012 | 제26회 일본 골드디스크 대상    | 싱글 오브 더 이어             | "Everyday, 카추샤"                       | 수상 |
| 2012 | 제26회 일본 골드디스크 대상    | 베스트 5 앨범                 | "여기에 있던 것"                         | 수상 |
| 2012 | 제26회 일본 골드디스크 대상    | 베스트 5 싱글                 | "Everyday, 카추샤"                       | 수상 |
| 2012 | 제26회 일본 골드디스크 대상    | 베스트 5 싱글                 | "플라잉 겟"                              | 수상 |
| 2012 | 제26회 일본 골드디스크 대상    | 베스트 5 싱글                 | "바람은 불고 있어"                       | 수상 |
| 2012 | 제26회 일본 골드디스크 대상    | 베스트 5 싱글                 | "찬스의 순번"                            | 수상 |
| 2012 | 제26회 일본 골드디스크 대상    | 베스트 5 싱글                 | "벚나무가 되자"                          | 수상 |
| 2012 | 빌보드 재팬 뮤직 어워드 2011   | 아티스트 오브 더 이어         |                                          | 수상 |
| 2012 | 빌보드 재팬 뮤직 어워드 2011   | 핫 100 오브 더 이어           | "Everyday, 카추샤"                       | 수상 |
| 2012 | 제11회 CCTV-MTV 음악성전       | 아시아 최고 인기 그룹상       |                                          | 수상 |
| 2012 | 제45회 일본 유선 대상          | 대상                          |                                          | 후보 |
| 2012 | 제45회 일본 유선 대상          | 유선음악 우수상               | "깅엄 체크"                              | 수상 |
| 2012 | 제14회 Mnet 아시안 뮤직 어워드 | 베스트 아시아 아티스트 (일본) |                                          | 수상 |
| 2012 | 제54회 일본 레코드 대상        | 대상                          | "한여름의 Sounds good!"                  | 수상 |
| 2012 | 제54회 일본 레코드 대상        | 우수 작품상                   | "한여름의 Sounds good!"                  | 수상 |
| 2013 | 제27회 일본 골드디스크 대상    | 아티스트 오브 더 이어         |                                          | 수상 |
| 2013 | 제27회 일본 골드디스크 대상    | 싱글 오브 더 이어             | "한여름의 Sounds good!"                  | 수상 |
| 2013 | 제27회 일본 골드디스크 대상    | 베스트 5 앨범                 | "1830m"                                  | 수상 |
| 2013 | 제27회 일본 골드디스크 대상    | 베스트 5 싱글                 | "위에서부터 마리코"                      | 수상 |
| 2013 | 제27회 일본 골드디스크 대상    | 베스트 5 싱글                 | "UZA"                                    | 수상 |
| 2013 | 제27회 일본 골드디스크 대상    | 베스트 5 싱글                 | "GIVE ME FIVE!"                          | 수상 |
| 2013 | 제27회 일본 골드디스크 대상    | 베스트 5 싱글                 | "깅엄 체크"                              | 수상 |
| 2013 | 제27회 일본 골드디스크 대상    | 베스트 5 싱글                 | "한여름의 Sounds good!"                  | 수상 |
| 2013 | 제46회 일본 유선 대상          | 유선음악 우수상               | "고이스루포춘쿠키"                       | 수상 |
| 2013 | 제55회 일본 레코드 대상        | 우수 작품상                   | "고이스루포춘쿠키"                       | 수상 |
| 2014 | 제28회 일본 골드디스크 대상    | 아티스트 오브 더 이어         |                                          | 수상 |
| 2014 | 제28회 일본 골드디스크 대상    | 싱글 오브 더 이어             | "사요나라크롤"                           | 수상 |
| 2014 | 제28회 일본 골드디스크 대상    | 다운로드 별 올해의 노래       | "고이스루포춘쿠키"                       | 수상 |
| 2014 | 제28회 일본 골드디스크 대상    | 다운로드 별 베스트 5 노래     | "고이스루포춘쿠키"                       | 수상 |
| 2014 | 제28회 일본 골드디스크 대상    | 베스트 5 싱글                 | "영원 프레셔"                            | 수상 |
| 2014 | 제28회 일본 골드디스크 대상    | 베스트 5 싱글                 | "고이스루포춘쿠키"                       | 수상 |
| 2014 | 제28회 일본 골드디스크 대상    | 베스트 5 싱글                 | "사요나라크롤"                           | 수상 |
| 2014 | 제28회 일본 골드디스크 대상    | 베스트 5 싱글                 | "스즈카케노키노..........쓰론노요나모노" | 수상 |
| 2014 | 제28회 일본 골드디스크 대상    | 베스트 5 싱글                 | 하트 에레키                              | 수상 |
| 2014 | 제47회 일본 유선 대상          | 유선음악 우수상               | "마음의 플래카드"                        | 수상 |
| 2014 | 제56회 일본 레코드 대상        | 우수 작품상                   | "래브라도 리트리버"                      | 수상 |
| 2015 | 제29회 일본 골드디스크 대상    | 싱글 오브 더 이어             | "래브라도 리트리버"                      | 수상 |
| 2015 | 제29회 일본 골드디스크 대상    | 앨범 오브 더 이어             | "다음 발자국"                            | 수상 |
| 2015 | 제29회 일본 골드디스크 대상    | 베스트 5 싱글                 | "앞 밖에 보지 않아"                      | 수상 |
| 2015 | 제29회 일본 골드디스크 대상    | 베스트 5 싱글                 | "래브라도 리트리버"                      | 수상 |
| 2015 | 제29회 일본 골드디스크 대상    | 베스트 5 싱글                 | "마음의 플래카드"                        | 수상 |
| 2015 | 제29회 일본 골드디스크 대상    | 베스트 5 싱글                 | "기보테키리프레인"                       | 수상 |
| 2015 | 제29회 일본 골드디스크 대상    | 베스트 5 앨범                 | "다음 발자국"                            | 수상 |
| 2015 | 제48회 일본 유선 대상          | 유선음악 우수상               | "입술에 Be My Baby"                      | 수상 |
| 2015 | 제57회 일본 레코드 대상        | 우수 작품상                   | "우리는 싸우지 않아"                     | 수상 |
| 2015 | Mnet 아시안 뮤직 어워드        | 베스트 아시아 아티스트 (일본) |                                          | 수상 |
| 2016 | 제30회 일본 골드디스크 대상    | 싱글 오브 더 이어             | "우리는 싸우지 않아"                     | 수상 |
| 2016 | 제30회 일본 골드디스크 대상    | 베스트 5 싱글                 | "입술에 Be My Baby"                      | 수상 |
| 2016 | 제30회 일본 골드디스크 대상    | 베스트 5 싱글                 | "Green Flash"                            | 수상 |
| 2016 | 제30회 일본 골드디스크 대상    | 베스트 5 싱글                 | "할로윈 나이트"                          | 수상 |
| 2016 | 제30회 일본 골드디스크 대상    | 베스트 5 싱글                 | "우리는 싸우지 않아"                     | 수상 |
| 2016 | 제30회 일본 골드디스크 대상    | 베스트 5 앨범                 | "여기가 로도스다, 여기서 뛰어라!"        | 수상 |
| 2016 | 제30회 일본 골드디스크 대상    | 베스트 5 앨범                 | "0과 1 사이"                             | 수상 |
| 2016 | 제49회 일본 유선 대상          | 유선음악 우수상               | "365일의 종이비행기"                     | 수상 |
| 2016 | 제58회 일본 레코드 대상        | 우수 작품상                   | "365일의 종이비행기"                     | 수상 |
| 2017 | 제31회 일본 골드디스크 대상    | 싱글 오브 더 이어             | "날개는 필요 없어"                       | 수상 |
| 2017 | 제31회 일본 골드디스크 대상    | 베스트 5 싱글                 | "너는 멜로디"                            | 수상 |
| 2017 | 제31회 일본 골드디스크 대상    | 베스트 5 싱글                 | "날개는 필요 없어"                       | 수상 |
| 2017 | 제31회 일본 골드디스크 대상    | 베스트 5 싱글                 | "하이 텐션"                              | 수상 |
| 2017 | 제31회 일본 골드디스크 대상    | 베스트 5 싱글                 | "LOVE TRIP/행복을 나눠라"                | 수상 |
| 2017 | 제50회 일본 유선 대상          | 유선음악 우수상               | "11월의 앵클릿"                          | 수상 |
| 2017 | 제59회 일본 레코드 대상        | 우수 작품상                   | "소원을 간직할 뿐"                       | 수상 |

## 같이 보기
- SKE48
- SDN48
- NMB48
- HKT48
- NGT48
- STU48
- JKT48
- BNK48
- MNL48
- AKB48 Team SH
- AKB48 Team TP
- SGO48
- CGM48
- DEL48
- MUB48
- KLP48
- 노기자카46
- 케야키자카46
- 히나타자카46
- 요시모토자카46
- 아이즈원
- 아키모토 야스시

## 참고 자료

### 서적
- 우노 쓰네히로 (2008년 7월 25일). 《2000년대의 상상력》 (일본어). 하야카와 쇼보. ISBN 4-15-208941-5.
- 우노 쓰네히로 (2011년 9월 9일). 《2000년대의 상상력(하야카와 문고 JA 우 3-1)》 (일본어). 하야카와 쇼보. ISBN 4-15-031047-5.
- 우노 쓰네히로 (2011년 7월 28일). 《리틀 피플의 시대 - 보론2 AKB48: 캐릭터 소비의 영구 기관》 (일본어). 겐토샤. ISBN 4-344-02024-3.
- 오카자키 신시, 오카다 야스히로 (2011년 1월 25일). 《그룹 아이돌 진화론》 (일본어). 마이니치 커뮤니케이션즈. ISBN 4-8399-3771-0.
- 사이토 다마키 (2011년 3월 24일). 《캐릭터 정신 분석: 망가・문학・일본인》 (일본어). 지쿠마 쇼보. ISBN 4-480-84295-0.
- 다나카 히데토미 (2010년 12월 7일). 《AKB48의 경제학》 (일본어). 아사히 신문 출판. ISBN 4-02-330872-2.
- 혼조 레이지 (2011년 6월 9일). 《눈물의 AKB48 멤버 스토리: 소녀들의 땀과 눈물의 궤적》 (일본어). 사이조. ISBN 4-904209-14-1.

### 잡지, 무크
- 도가사키 도모노부, 니시야마 교코 (2009년 12월). “대담으로 돌아보는 AKB48 크로니컬 2005~2009”. 《Quick Japan》 (일본어) 87. ISBN 4-7783-1200-7.
- 아키모토 야스시 (2009년 12월). “롱 인터뷰”. 《Quick Japan》 (일본어) 87. ISBN 4-7783-1200-7.
- 우노 쓰네히로 (2011년 4월). “AKB48의 가사 세계: 캐릭터 생성의 영구 기관”. 《별책 가도카와 총력 특집 아키모토 야스시 (가도카와 무크)》 (일본어). 62483-77 (374). ISBN 4-04-895420-2. 2012년 6월 14일에 원본 문서에서 보존된 문서. 2012년 7월 3일에 확인함.
- 사이토 다마키 (2011년 4월). “정신과 의사가 분석하는 아키모토 야스시의 본질”. 《별책 가도카와 총력 특집 아키모토 야스시 (가도카와 무크)》 (일본어). 62483-77 (374). ISBN 4-04-895420-2. 2012년 6월 14일에 원본 문서에서 보존된 문서. 2012년 7월 3일에 확인함.
- 사이토 히로시 (2011년 4월). “GOOD FELLOWS#01 80년대의 스태프가 보아온 아키모토 야스시”. 《별책 가도카와 총력 특집 아키모토 야스시 (가도카와 무크)》 (일본어). 62483-77 (374). ISBN 4-04-895420-2. 2012년 6월 14일에 원본 문서에서 보존된 문서. 2012년 7월 3일에 확인함.

### 텔레비전 프로그램
- “AKB48 신멤버 vs 초기멤버: 퀴즈 '나이 차이 따위!' (上)”. 《AKBINGO!》 (일본어). 닛폰 TV 방송망. 2010년 7월 7일. 2012년 11월 18일에 확인함.
- “AKB48 신멤버 vs 초기멤버: 퀴즈 '나이 차이 따위!' (下)”. 《AKBINGO!》 (일본어). 닛폰 TV 방송망. 2010년 7월 14일. 2012년 11월 18일에 확인함.
- “AKB랑××! #1”. 《AKB랑××!》 (일본어). 요미우리TV방송. 2010년 7월 13일. 2011년 8월 11일에 원본 문서에서 보존된 문서. 2012년 7월 2일에 확인함.
- “1부 '대중'이 만든 AKB48”. 《tvN 스페셜: 아시아 팝 컬쳐(Asia Pop Culture), 새로운 바람이 불다 4부작》. tvN. 2011년 3월 18일. 2012년 7월 3일에 확인함.[깨진 링크(과거 내용 찾기)]
- “신춘 2시간 스페셜: AKB48 파란만장, 국민 아이돌의 진실”. 《긴스마》 (일본어). TBS. 2012년 1월 6일. 2010년 7월 5일에 확인함.

## 내용주
1. ↑  음원 서비스 제공만 맡고 있다.
2. ↑  일본어: 会いに行けるアイドル
3. ↑  일본어: 邦楽部門アーティスト・オブ・ザ・イヤー
4. ↑  한국의 구구단에서는 {\displaystyle 4\times 8=32}를 〈사팔 삼십이〉라고 외우는데, 이것을 일본에서는 〈しは、さんじゅうに 시하 산쥬니[*]〉라고 외운다. 48을 한국어로 〈사팔〉이라고 읽는 것이 일본어로는 〈시하〉라고 읽는 것이 되고, 일본어의 바는 하의 탁음이기 때문에, 관습적으로 〈시바〉로도 볼 수가 있다.
5. ↑  그러나 2012년 현재, 자카르타, 타이페이, 상하이 등의 해외 자매 그룹의 멤버들에 대해서까지는 피선거권이 주어지지 않고 있다.
6. ↑  제1회부터 제3회 대회까지의 심판은 개그맨 야마사토 료타(山里亮太)였다.
7. ↑  통상음반(스탠더드 에디션)을 가리킨다.
8. ↑  극장음반(시어터 에디션)을 가리킨다.
9. ↑  일본식 조어로는 글로컬화(グローカル化)라고 한다.
10. ↑  이는 SKE48, NMB48, HKT48, SDN48, 및 AKB48 출신 멤버들의 파생 유닛을 포함한다. AKB48 리퀘스트 아워 세트 리스트 100 2012를 위한 후보곡은 모두 430곡이었다.
11. ↑  와타리로카 하시리타이의 여섯번째 싱글 "귯"(ギュッ)에 수록된 세 곡은 가시아스 시마다(カシアス島田)가, DiVA의 데뷔 싱글 "달의 뒤편"(月の裏側 쓰키노 우라가와[*])에 수록된 "인포메이션"(インフォメーション)은 고무로 데쓰야(小室哲哉)가, DiVA 세 번째 싱글 "Lost the way" Type-B에 수록된 마스다 유카의 솔로곡 "Stargazer-2012 Here I am cuz ofu-Yuka Masuda from DiVA"는 Solua의 이나바 에미(稲葉エミ)가 작사를 담당하였다.
12. ↑  일본어: 茅野しのぶ
13. ↑  「誰かのために」プロジェクト 참조
14. ↑  업계 용어이다. 적재함 부분이 박스 형식으로 되어 있어 마치 트럭이 날개를 펴는 것처럼 적재함 측면을 들어올려 화물을 싣고 내릴 수 있다. 이동 스테이지에 자주 쓰인다.
15. ↑  일본어: セカイ系, サヴァイヴ系/バトルロワイヤル系, 空気系
16. ↑  이 경우의 캐릭터는 외모나 성격 등을 이른다.
17. ↑  AKB48 관련 정보를 수집-공유하는 위키 사이트. AKB48Wiki 에케페디아 보관됨 2012-06-29 - 웨이백 머신
18. ↑  예를 들면 "BINGO!", "스커트, 휘이익"등.
19. ↑  예를 들면 "말총머리와 머리끈", "헤비 로테이션"등.
20. ↑  예를 들면 "RIVER", "찬스의 차례"등.
21. ↑  예를 들면 "벚나무가 되자", "벚꽃 책갈피"등.
22. ↑  예를 들면 "큰 목소리 다이아몬드"를 들 수 있다. 그 스테이지 때, 이 노랫말 후렴구로 대표적인 〈정말 좋아해〉(일본어: 大好きだ 다이스키다)[*])의 부분이 돌아오기만 하면 모든 팬들이 일제히 그 부분을 제창하고 있다. 이 곡의 작사를 맡은 아키모토 야스시는 이것을 전혀 예상하지 못했다고 밝히고 있다[61].
23. ↑  우노 쓰네히로는, 2000년대의 문화공간 전반에 있어 나타나는 가상적인 이곳이 아닌 다른 어딘가를 몽상하는 방향에서 지금 이곳을 알차게 받아들이려 하는 경향을, 비유적으로 〈가상현실(VR)에서 증강현실(AR)로의 변화〉라고 부르고 있으며[63], 그 흐름의 중심에 AKB48 그룹이 있다고 보고 있다.
24. ↑  한국에서는 미국인을 비하할 때 양키라는 용어를 쓰지만, 일본어에서 의미하는 양키는 한국의 건달에 해당한다.
25. ↑  정규 멤버가 공연에 출연하지 못할 때 대타로 출연하는 멤버를 가리킨다

## 참조주
1. ↑  “SKE48도 홍백 내정! AKB도 결정적이며, 그룹에서 2팀 출장” (일본어). 스포츠 호치. 2012년 10월 20일. 2012년 11월 30일에 원본 문서에서 보존된 문서. 2012년 11월 17일에 확인함.
2. ↑  “【오리콘】NMB48, 5번째 싱글 1위, 1년 4개월만으로, 48그룹 최단 기간 달성” (일본어). 오리콘. 2012년 11월 13일. 2012년 11월 17일에 확인함.
3. ↑  “AKB48 그룹에서 불가사의한 취향을 갖는 멤버” (일본어). 리얼 라이브. 2012년 11월 9일. 2012년 11월 17일에 확인함.
4. ↑  “AKB 미야자와, 해외이적에서 "진화해서 돌아오겠다"” (일본어). 산케이 스포츠. 2012년 11월 12일. 2012년 11월 15일에 원본 문서에서 보존된 문서. 2012년 11월 17일에 확인함.
5. ↑  “AKB 마스다와 아키모토가 브로드웨이에 있었다” (일본어). 닛칸 스포츠. 2012년 11월 17일. 2012년 11월 17일에 확인함.
6. 1 2 3  tvN, 2011.3.18
7. ↑  “【오리콘 연간】AKB48, 사싱 최초로 연간 싱글 TOP5 독점, 총 매출액 162.8억엔으로 7관왕” (일본어). 오리콘. 2011년 12월 19일. 2012년 5월 31일에 확인함.
8. ↑  “AKB48 2년 연속으로 TOP5 독점, 전작 밀리언셀러” (일본어). 오리콘. 2012년 12월 20일. 2013년 12월 26일에 원본 문서에서 보존된 문서. 2012년 6월 9일에 확인함.
9. ↑  “【오리콘】 AKB48 신곡이 여성 그룹 최다 187만장, SPEED의 기록을 15년만에 경신” (일본어). 오리콘. 2013년 6월 4일. 2013년 6월 9일에 확인함.
10. ↑  “【オリコン】AKB48新曲「さよならクロール」 初日売上は歴代最高145.1万枚”. 2021년 7월 15일에 확인함.
11. ↑  AKB48 공식 블로그 (2005년 8월 24일). “응모 공지” (일본어). 2012년 7월 2일에 확인함.
12. 1 2 3  도가사키, 82.
13. ↑  “AKB48 "아키하바라 발! 차세대 아이돌 등장!"” (일본어). 오리콘. 2006년 1월 25일. 2019년 4월 16일에 원본 문서에서 보존된 문서. 2012년 7월 2일에 확인함.
14. 1 2 3 4 5   긴스마, 2012.1.6
15. ↑  AKBINGO, 2010년 7월 7일
16. ↑  “전국 악수회랑 개별 악수회는 뭐가 다른 거야?”. AKB48 정보 마토메탓타. 2012년 7월 6일에 확인함.
17. ↑  하야미즈 겐로 (2010년 6월 18일). “고단샤 현대 신서 카페 70: 신연재 '디플레 컬처' 제1회 '태어날 때부터 불황인 세대'” (일본어). 2012년 4월 2일에 원본 문서에서 보존된 문서. 2012년 7월 4일에 확인함.
18. ↑  다나카, 14-15, 21-23, 39.
19. ↑  다나카, 54-58.
20. ↑  가네코 마사루 (2010년 5월 17일). “다시금 버닝 일기: AKB48는 도저히 이해할 수 없다” (일본어). 2012년 7월 4일에 확인함.
21. ↑  다나카, 77-78.
22. ↑  다나카 히데토미 (2012년 1월). “AKB48는 디플레이션이 낳은 새로운 성공 모델이다!”. 《우레피아》 (일본어): 21. ISBN 491001819012-8.
23. ↑  오카자키, 오카다, 29-32.
24. 1 2 3  아키모토, 76.
25. ↑  오카자키, 오카다, 25.
26. ↑  AKB48 공식 블로그 (2010년 5월 31일). “어제의 지배인실에서의 질의응답” (일본어). 2012년 7월 2일에 확인함.
27. ↑  AKB48 공식 블로그 (2010년 12월 11일). “두 기둥의 모임에 대해 여쭙습니다” (일본어). 2012년 7월 2일에 확인함.
28. ↑  “니혼바시라노 카이”. 《AKB48 공식 홈페이지》 (일본어). 2012년 7월 6일에 확인함.
29. ↑  “극장(o⌒∇⌒o)”. 《미야자와 사에 공식 블로그》 (일본어). 안녕히 주무사에. 2011년 12월 8일. 2012년 3월 20일에 원본 문서에서 보존된 문서. 2012년 7월 6일에 확인함.
30. ↑  “어른들이 푹 빠진다! 신 아키하바라 철저 해부”. 《도쿄 카와이★TV》. NHK. 2011년 1월 15일. 2007년 2월 20일에 원본 문서에서 보존된 문서. 2012년 7월 2일에 확인함.
31. ↑  AKB랑××, 2010년 7월 13일.
32. ↑  “AKB48: 적십자 오피셜 메신저에 기용 "가능하다는 것은, 가능하다는 것을 아는 것에서부터"” (일본어). 마이니치 신문 디지털. 2011년 5월 17일. 2012년 7월 3일에 확인함.
33. ↑  일본적십자사 공식 홈페이지. “AKB48와 함께 ^적십자를 알아보자!^” (일본어). 2014년 4월 20일에 원본 문서에서 보존된 문서. 2012년 7월 4일에 확인함.
34. ↑  “AKB48 멤버 "응원하고 있습니다" 이와테 오오쓰치를 방문” (일본어). 가호쿠 신문. 2011년 5월 23일. 2012년 4월 20일에 원본 문서에서 보존된 문서. 2012년 7월 6일에 확인함.
35. ↑  “AKB48가 피재지 격려 미야기 미나미산리쿠, 4곡 피로” (일본어). 아사히 신문. 2011년 5월 23일. 2011년 12월 18일에 원본 문서에서 보존된 문서. 2012년 7월 6일에 확인함.
36. ↑  다나카, 25-26, 28.
37. ↑  다나카, 27-29.
38. ↑  우노(2011.04), 71-73.
39. ↑  우노(2011.07), 468-471.
40. ↑  오카자키, 오카다, 제2장.
41. ↑  나카모리 아키오, 우노 쓰네히로 (2012년 1월). “일본 아이돌 신(scene)의 다음 혁명을 탐구한다.”. 《우레피아》 (일본어): 52. ISBN 491001819012-8.
42. ↑  나카모리 아키오, 우노 쓰네히로 (2011년 3월). “K-POP vs AKB48 최강 아이돌은 어느 쪽인가?”. 《닛케이 엔터테인먼트》 (일본어): 46–47. ASIN 004JOQ2L4.
43. ↑  다나카, 209-211.
44. ↑  BLOGOS (2011년 10월 27일). “일본의 컨텐츠는 왜 해외에서 경쟁력을 갖지 못하는가 - AKB48를 낳은 아키모토 야스시가 말한다” (일본어). 2012년 7월 4일에 확인함.
45. ↑  우노 쓰네히로; 코바야시 요시노리; 나카모리 아키오 (2011년 8월). “AKB48야말로 최고다!: 시스템과 신체성의 사이에서”. 《PLANETS SPECIAL 2011 여름방학의 말미에: 제2차 혹성 개발 위원회》 (일본어): 35. ISBN 4-905325-02-1. 2012년 7월 12일에 원본 문서에서 보존된 문서. 2012년 7월 4일에 확인함.
46. 1 2  다나카, 94, 98.
47. ↑  우노(2008.7).
48. ↑  우노(2011.09), 431-432.
49. ↑  우노(2011.07), 483-485.
50. ↑  우노(2011.04), 80-81.
51. ↑  우노 쓰네히로 (2011년 6월 3일). “슈에이샤 WEB문예 RENZABURO: 제5장 "구키계"와 의사동성애적 커뮤니케이션: 5.6 "구키계"와 섹슈얼리티의 교란” (일본어). 2013년 3월 30일에 원본 문서에서 보존된 문서. 2012년 7월 4일에 확인함.
52. ↑  T.사이토, 182.
53. ↑  T.사이토, 182-184.
54. 1 2  사이토 다마키 (2010년 11월 8일). “"AKB48" 캐릭터 소비의 진화론” (일본어). 2012년 7월 4일에 확인함.
55. ↑  우노(2011.04), 72-75.
56. ↑  우노(2011.07), 470-476.
57. ↑  우노 쓰네히로 (2010년 12월 17일). “슈에이샤 WEB문예 RENZABURO: "정치와 문학의 재설정" 제3장 AKB48와 N차 창작의 현재: 3.2 리틀 피플로서의 AKB48” (일본어). 2013년 5월 7일에 원본 문서에서 보존된 문서. 2012년 7월 4일에 확인함.
58. ↑  우노 쓰네히로 (2010년 12월 24일). “슈에이샤 WEB문예 RENZABURO: "정치와 문학의 재설정" 제3장 AKB48와 N차 창작의 현재: 3.3 '마지스카 학원'과 N차 창작의 현재” (일본어). 2013년 5월 7일에 원본 문서에서 보존된 문서. 2012년 7월 4일에 확인함.
59. ↑  우노(2011.07), 476-482.
60. ↑  우노(2011.04), 76-79.
61. ↑  아키모토, 87.
62. ↑  오카자키, 오카다, 156-158.
63. 1 2  우노(2011.07), 403-404.
64. ↑  우노(2011.07), 477-478.
65. ↑  우노(2011.04), 77.
66. ↑  우노(2011.07), 482.
67. ↑  우노(2011.04), 79-80.
68. ↑  “An idol 'graduating' should not be front-page news” (영어). The Japan Times. 2012년 4월 15일. 2012년 5월 16일에 원본 문서에서 보존된 문서. 2012년 5월 18일에 확인함.
69. ↑  Turner International Asia Pacific (2012년 1월 12일). “JAPANESE IDOL GROUP AKB48 FOUNDER YASUSHI AKIMOTO ON CNN’S TALK ASIA - Press Releases - Turner Asia” (영어). 2012년 12월 26일에 원본 문서에서 보존된 문서. 2012년 6월 5일에 확인함.
70. ↑  Turner International Asia Pacific (2012년 1월 13일). “CNN.com - Transcripts - TALK ASIA - Interview with Japanese Music Producer Yasushi Akimoto” (영어). 2021년 10월 22일에 원본 문서에서 보존된 문서. 2012년 6월 5일에 확인함.
71. ↑  T.사이토(2011.04), 155-157.
72. ↑  H.사이토(2011.04), 143-144.
73. ↑  “AKB 다음은 중국진출! 거점 상하이 SNH48 탄생!” (일본어). 스포니치 아넥스. 2012년 4월 23일. 2012년 4월 25일에 원본 문서에서 보존된 문서. 2012년 7월 2일에 확인함.
74. ↑  “AKB48、ベトナム拠点「SGO48」結成へ 海外7グループ目”. 《oricon.co.jp》 (ORICON NEWS). 2018년 6월 21일. 2018년 6월 21일에 확인함.
75. ↑  “ＡＫＢ、上海に新姉妹グループ発足！ＳＮＨは契約違反で“独立”” (일본어). SANSPO.COM. 2017년 10월 27일. 2017년 10월 29일에 확인함.
76. ↑  “AKB48 TeamSH 第1期生オーディション受付開始”. 《AKB48 Official Blog 〜1830mから〜》. 2018년 4월 10일. 2018년 4월 10일에 확인함.
77. ↑  “AKBインドのムンバイに「MUM48」が来年誕生”. 《nikkansports.com》 (日刊スポーツ新聞社). 2017년 12월 27일. 2017년 12월 27일에 확인함.
78. ↑  “ประกาศเปิดตัว "เชียงใหม่ 48 (CGM48)" วงน้องสาวใหม่ของ AKB48, BNK48 เปิดรับสมัคร 15 มิ.ย.นี้”. 《MangoZero》 (태국어). 2019년 6월 2일. 2019년 6월 3일에 확인함.
79. 1 2  “Sensational Japanese concept AKB48 Indian chapter DEL48 & MUB48 launched”. 《Glamsham》 (영어). 2019년 6월 20일. 2019년 6월 20일에 확인함.
80. 1 2  “インドにAKB48の姉妹グループ2つ同時に誕生へ「非常に衝撃的」”. ORICON NEWS (oricon ME). (2019年6月20日) 2019年6月20日閲覧。
81. ↑  “AKB48運営会社が「TPE48」の契約解消 「AKB48 Team TP」発足へ”. ORICON NEWS (oricon ME). (2018年7月30日) 2018年7月30日閲覧。
82. ↑  “[2017MAMA]'프듀+AKB48"…'프로듀스48', 2018년 방송”. 《pop.heraldcorp.com》 (헤럴드POP). 2017년 11월 29일. 2017년 11월 29일에 확인함.
83. ↑  “AKB48海外姉妹グループ、KLP48が発足 マレーシア・クアラルンプールが拠点に”. 《ORICON NEWS》 (oricon ME). 2024년 1월 1일. 2024년 1월 2일에 확인함. 다음 값 잘못됨: |df=ja (도움말)
84. ↑  “일본 레코드 대상: AKB48 눈물의 첫 왕관 "플라잉 겟", 마에다 아츠코 눈물, 아키모토 야스시도 축복” (일본어). 마이니치 신문 디지털. 2011년 12월 30일. 2012년 11월 23일에 원본 문서에서 보존된 문서. 2011년 12월 31일에 확인함.
85. ↑  Billboard (2012년 3월 6일). “AKB48, Avril Lavigne Win Big at Billboard Japan Music Awards” (일본어). 2012년 4월 19일에 원본 문서에서 보존된 문서. 2012년 4월 1일에 확인함.